# حافظ عاشق است
حافظ عاشق است  دومین آلبوم گروه اوهام است که در سال ۱۳۸۱ منتشر شد.
در پاییز ۱۳۸۱ اوهام دو آهنگ جدید خود را با نام‌های «حافظ عاشق است» و «راه عشق» ضبط کرد. این دو آهنگ که به صورت مجموعه‌ای به نام «حافظ عاشق است» عرضه گردید، آخرین کار گروه با اعضا اولیه خود بود. این دو آهنگ قبل از نوروز سال ۱۳۸۲ از طریق وب‌گاه رسمی اوهام عرضه شد که در همان هفته اول بیش از ۱۵۰۰۰ بار بارگیری شد.

## ترانه‌های آلبوم
| نام ترانه       | ترانه‌سرا | آهنگساز و تنظیم‌کننده | زمان |
| --------------- | -------- | -------------------- | ---- |
| «حافظ عاشق است» | حافظ     |                      | ۳:۴۰ |
| «راه عشق»       | حافظ     |                      | ۴:۱۵ |